# Western Blood

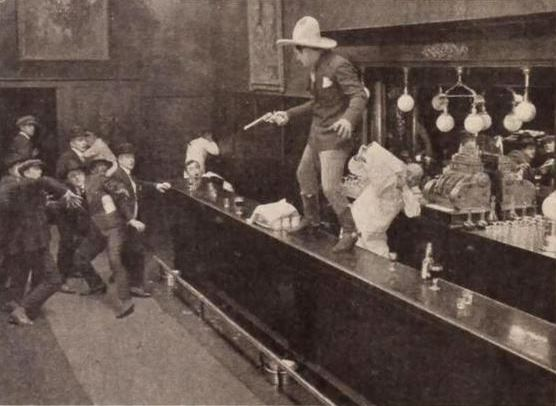
Een scène uit de film

Western Blood is een Amerikaanse western uit 1918. Er is gefilmd in Santa Clarita Valley. Hoewel Tom Mix met zijn latere echtgenote Victoria Forde in diverse korte films had gespeeld, is dit de enige lange film van de twee. De stomme film is verloren gegaan.

## Verhaal
Als hij onderweg is naar Los Angeles, ziet rancheigenaar Tex Wilson (Tom Mix) een op hol geslagen paard lopen. Hij weet het dier onder controle te krijgen, waarna zijn berijder Roberta Stephens (Victoria Forde) hem uitnodigt voor een receptie bij haar vader thuis. Eenmaal aangekomen, ontdekt hij dat hij als enige man geen net pak draagt. Hij schaamt zich hiervoor en wordt uitgelachen. Maar het is al gauw opgelost wanneer hij de man die hem het hardst uitlacht, dwingt om te ruilen met zijn eigen outfit. Vervolgens besluit Tex zelf een feestje te geven. Hierin geeft hij de mannen goedkope pakken die ze moeten dragen. Te midden van alle onbenulligheden, grijpt Tex' rivaal zijn kans. Hij laat een groep Mexicaanse bandieten Roberta ontvoeren. Tex redt haar en vangt de boeven.

## Rolverdeling
| Acteur                         | Personage        |
| ------------------------------ | ---------------- |
| Tom Mix                        | Tex Wilson       |
| Victoria Forde                 | Roberta Stephens |
| Frank Clark                    | Col. Stephens    |
| Barney Furey                   | Wallace Payton   |
| Pat Chrisman                   | Juan             |
| Buck Jones (*als Buck Gebhart) | Cowboy           |